# Nogometni klub Belišće
Il Nogometni klub Belišće è una squadra di calcio di Belišće, nella regione di Osijek e della Baranja (Croazia).

## Storia
La squadra è stata fondata nel 1919 come BŠK (Belišćanski športski klub) e da quel momento è strettamente legato alla fabbrica "Belišće d.d.". Nel 1925 cambia il nome in BRŠK (Belišćanski radnički športski klub).
Negli anni del regno di Jugoslavia gareggia principalmente nei campionati della zona di Osijek. Durante la seconda guerra mondiale diventa Viktorija.
Nel 1945 diventa FD Proleter e partecipa alla Hrvatska liga 1946 che qualifica le squadre croate alla Prva liga. Si posiziona al quarto posto (che rimarrà il piazzamento più alto nella storia del club) dietro alle big Hajduk- Dinamo-Lokomotiva, insufficiente per la conquista di un posto nella massima divisione.
Nel 1960 diventa NK Belišće e nel 1967 conquista un posto nella seconda divisione jugoslava ove rimane fino al 1973. Negli anni '70 ed '80 milita nella Hrvatska liga (la "Lega repubblicana croata" - talvolta a girone unico, talvolta a quattro - che si posizionava al terzo livello del sistema calcistico jugoslavo). Nel 1988 viene ammesso alla neoformata 3. Savezna liga che, pur rimanendo al terzo livello, è più competitiva delle leghe repubblicane. Vi rimane fino al 1991, quando, a causa della dissoluzione della Jugoslavia, lascia il sistema jugoslavo e si aggrega a quello croato.
Nel 1992 non può disputare gare perché il territorio della Slavonia è teatro della guerra, ma viene comunque ripescato per la Prva liga 1992-1993. Rimane in 1. HNL per 3 stagioni (massimo piazzamento un 12º posto), dopodiché scende per 12 anni seconda divisione e dal 2008 milita in terza.

### Riepilogo nomi
- Dal 1919: BŠK (Belišćanski športski klub)
- Dal 1925: BRŠK (Belišćanski radnički športski klub)
- Dal 1941: Viktorija
- Dal 1945: FD Proleter
- Dal 1960: NK Belišće

## Cronistoria
| Stagione             | Campionato                | Campionato                                                              | Campionato                                                              | Campionato                                                              | Coppa               |
| Stagione             | Categoria                 | Liv.                                                                    | Posizione                                                               | Verdetti                                                                | Coppa               |
| -------------------- | ------------------------- | ----------------------------------------------------------------------- | ----------------------------------------------------------------------- | ----------------------------------------------------------------------- | ------------------- |
| CAMPIONATI JUGOSLAVI | CAMPIONATI JUGOSLAVI      | CAMPIONATI JUGOSLAVI                                                    | CAMPIONATI JUGOSLAVI                                                    | CAMPIONATI JUGOSLAVI                                                    | Coppa di Jugoslavia |
| 1958–59              | Slavonska zona            | III                                                                     | 9º su 12                                                                |                                                                         |                     |
| 1959–60              | Slavonska zona            | III                                                                     | ?                                                                       | Cambia il nome da Proleter a Belišće                                    |                     |
| 1960–61              | Slavonska zona            | III                                                                     | 2º su 12                                                                |                                                                         |                     |
| 1961–62              | Slavonska zona            | III                                                                     | 5º su 12                                                                |                                                                         |                     |
| 1962–63              | Slavonska zona            | III                                                                     | 2º su 14                                                                |                                                                         |                     |
| 1963–64              | Slavonska zona            | III                                                                     | 1º su 14                                                                | Perde i play-off promozione                                             |                     |
| 1964–65              | Slavonska zona            | III                                                                     | ?                                                                       |                                                                         |                     |
| 1965–66              | Slavonska zona            | III                                                                     | 2º su 16                                                                |                                                                         |                     |
| 1966–67              | Slavonska zona            | III                                                                     | 1º su 16                                                                | Promosso in 2. Savezna liga                                             |                     |
| 1967–68              | 2. liga Ovest             | II                                                                      | 9º su 18                                                                |                                                                         |                     |
| 1968–69              | 2. liga Nord              | II                                                                      | 12º su 16                                                               |                                                                         |                     |
| 1969–70              | 2. liga Nord              | II                                                                      | 4º su 16                                                                |                                                                         |                     |
| 1970–71              | 2. liga Nord              | II                                                                      | 15º su 16                                                               | Retrocede in Slavonska Zona                                             |                     |
| 1971–72              | Slavonska zona Podravska  | III                                                                     | 1º su 14                                                                | Promosso in 2. liga dopo spareggi                                       |                     |
| 1972–73              | 2. liga Nord              | II                                                                      | 16º su 18                                                               | Retrocede                                                               | 16esimi             |
| 1973–74              | Hrvatska liga             | III                                                                     | 10º su 17                                                               |                                                                         |                     |
| 1974–75              | Hrvatska liga             | III                                                                     | 10º su 18                                                               |                                                                         |                     |
| 1975–76              | Hrvatska liga Nord        | III                                                                     | 7º su 12                                                                |                                                                         |                     |
| 1976–77              | Hrvatska liga Nord        | III                                                                     | 8º su 14                                                                |                                                                         |                     |
| 1977–78              | Hrvatska liga Nord        | III                                                                     | 9º su 14                                                                |                                                                         |                     |
| 1978–79              | Hrvatska liga Nord        | III                                                                     | 6º su 14                                                                |                                                                         | 16esimi             |
| 1979–80              | Hrvatska liga             | III                                                                     | 8º su 16                                                                |                                                                         | Ottavi              |
| 1980–81              | Hrvatska liga             | III                                                                     | 10º su 16                                                               |                                                                         |                     |
| 1981–82              | Hrvatska liga             | III                                                                     | ?                                                                       |                                                                         |                     |
| 1982–83              | Hrvatska liga             | III                                                                     | 8º su 16                                                                |                                                                         |                     |
| 1983–84              | Hrvatska liga Est         | III                                                                     | 2º su 14                                                                | Perde i play-off promozione                                             |                     |
| 1984–85              | ?                         | ?                                                                       | ?                                                                       |                                                                         | 16esimi             |
| 1985–86              | ?                         | ?                                                                       | ?                                                                       |                                                                         |                     |
| 1986–87              | ?                         | ?                                                                       | ?                                                                       |                                                                         | 16esimi             |
| 1987–88              | Jedinstvena hrvatska liga | III                                                                     | 3º su 16                                                                | Ammesso alla neoformata 3. Savezna liga                                 | 16esimi             |
| 1988–89              | 3. liga Nord              | III                                                                     | 5º su 18                                                                |                                                                         |                     |
| 1989–90              | 3. liga Nord              | III                                                                     | 4º su 18                                                                |                                                                         |                     |
| 1990–91              | 3. liga Nord              | III                                                                     | 15º su 18                                                               | Abbandona il sistema calcistico jugoslavo                               | 16esimi             |
| CAMPIONATI CROATI    | CAMPIONATI CROATI         | CAMPIONATI CROATI                                                       | CAMPIONATI CROATI                                                       | CAMPIONATI CROATI                                                       | Coppa di Croazia    |
| 1992                 | 2. HNL Est                | Girone fermo a causa della guerra. Il Belišće viene ripescato in 1. HNL | Girone fermo a causa della guerra. Il Belišće viene ripescato in 1. HNL | Girone fermo a causa della guerra. Il Belišće viene ripescato in 1. HNL |                     |
| 1992–93              | 1. HNL                    | I                                                                       | 15º su 16                                                               |                                                                         |                     |
| 1993–94              | 1. HNL                    | I                                                                       | 12º su 18                                                               |                                                                         | Ottavi              |
| 1994–95              | 1. HNL                    | I                                                                       | 16º su 16                                                               | Retrocede in 1. HNL "B"                                                 | Ottavi              |
| 1995–96              | 1. HNL "B"                | II                                                                      | 6º su 10                                                                |                                                                         | Ottavi              |
| 1996–97              | 1. HNL "B"                | II                                                                      | 7º su 16                                                                | Passa in 2. HNL                                                         | Ottavi              |
| 1997–98              | 2. HNL Est                | II                                                                      | 2º su 16                                                                |                                                                         | 16esimi             |
| 1998–99              | 2. HNL                    | II                                                                      | 6º su 19                                                                |                                                                         | Quarti              |
| 1999–00              | 2. HNL                    | II                                                                      | 10º su 17                                                               |                                                                         | 16esimi             |
| 2000–01              | 2. HNL                    | II                                                                      | 6º su 18                                                                | Rinuncia a disputare i play-off promozione                              | 16esimi             |
| 2001–02              | 2. HNL Nord/Est           | II                                                                      | 2º su 16                                                                |                                                                         | Ottavi              |
| 2002–03              | 2. HNL Nord/Est           | II                                                                      | 2º su 12                                                                |                                                                         | Ottavi              |
| 2003–04              | 2. HNL Nord               | II                                                                      | 2º su 12                                                                |                                                                         | 16esimi             |
| 2004–05              | 2. HNL Nord               | II                                                                      | 4º su 12                                                                |                                                                         | Ottavi              |
| 2005–06              | 2. HNL Nord               | II                                                                      | 1º su 12                                                                | Non ottiene la licenza per la 1. HNL                                    | 16esimi             |
| 2006–07              | 2. HNL                    | II                                                                      | 7º su 16                                                                |                                                                         | Ottavi              |
| 2007–08              | 2. HNL                    | II                                                                      | 16º su 16                                                               | Retrocede in 3. HNL                                                     | 16esimi             |
| 2008–09              | 3. HNL Est                | III                                                                     | 17º su 18                                                               | Si salva grazie al fallimento del Virovitica                            | 16esimi             |
| 2009–10              | 3. HNL Est                | III                                                                     | 8º su 18                                                                |                                                                         | 16esimi             |
| 2010–11              | 3. HNL Est                | III                                                                     | 8º su 18                                                                |                                                                         |                     |
| 2011–12              | 3. HNL Est                | III                                                                     | 5º su 16                                                                |                                                                         | Preliminare         |
| 2012–13              | 3. HNL Est                | III                                                                     | 12º su 16                                                               |                                                                         | Preliminare         |
| 2013–14              | 3. HNL Est                | III                                                                     | 9º su 16                                                                |                                                                         |                     |
| 2014–15              | 3. HNL Est                | III                                                                     | 7º su 16                                                                |                                                                         |                     |
| 2015–16              | 3. HNL Est                | III                                                                     | 4º su 16                                                                |                                                                         |                     |
| 2016–17              | 3. HNL Est                | III                                                                     | 14º su 16                                                               |                                                                         |                     |
| 2017–18              | 3. HNL Est                | III                                                                     | 14º su 16                                                               |                                                                         |                     |
| 2018–19              | 3. HNL Est                | III                                                                     |                                                                         |                                                                         |                     |

- Il Belišće ha raggiunto 3 volte la finale della coppa della contea: 2005, 2011 e 2012 (dal 1998 al 2004 e dal 2006 al 2009 non vi ha partecipato poiché ne era esentato grazie al ranking).

## Palmarès

### Competizioni nazionali
- Hrvatska republička liga: 1

1984-1985 (girone Est)

## Strutture

### Stadio
Il NK Belišće ha sempre giocato al Gradski Stadion che attualmente ha una capienza di circa 3000 posti.
Questo stadio ha cambiato più volte aspetto nel corso degli anni. All'inizio era un semplice prato, poi pian piano è stata aggiunta una recinzione, poi sono state costruite due tribune a est ed a ovest (con copertura di legno, poi rimossa per rischio d'incendio), poi è venuta una pista d'atletica (attualmente trascurata)

## Tifoseria
I tifosi più accesi sono i Baraberi, fondati nel 1990, e si posizionano nella tribuna est del Gradski Stadion Belišće.